# Joseph-Félix Bouchor
Joseph-Felix Bouchor (15 de septiembre de 1853 – 27 de octubre de 1937) fue un pintor francés.

## Biografía
El artista nació en París. Estudió en la academia de Bellas Artes. Joseph-Felix Bouchor expuso sus obras en el Salon des Artistes Francais en 1878. Durante la Primera Guerra Mundial, estuvo colaborando con la tropa aliada y realizó muchas pinturas militares que representaban la infantería, la caballería y las fuerzas aéreas francesas y americanas en la acción en el frente. J.-F. Bouchor es famoso por sus retratos del general John J. Pershing (1860–1948), el presidente francés Georges Clemenceau y sus ilustraciones de la Fuerza Expedicionaria Estadounidense durante la Primera Guerra Mundial. 
Después de la guerra, Joseph-Felix Bouchor viajó por el Norte de África y pintó temas orientalistas. Sus trabajos pertenecen a muchas colecciones públicas, incluyendo el Museo de Orsay en París, los museos de Beaux-Artes de Marsella, Angers, Vannes y Nantes, Francia. Gran número de sus obras pertenecen a la colección del "Musée National de la Coopération Franco-Américaine" en Blérancourt, Francia.
Joseph-Felix Bouchor murió en París en 1937.